# Skřivany
Skřivany (en allemand : Skriwan) est une commune du district de Hradec Králové, dans la région de Hradec Králové, en République tchèque. Sa population s'élevait à 1 118 habitants en 2022.

## Géographie
Skřivany se trouve à 14 km à l'ouest-sud-ouest de Hradec Králové, à 25 km à l'ouest-nord-ouest de Hradec Králové et à 79 km à l'est-nord-est de Prague.
La commune est limitée par Smidary à l'ouest, au nord et au nord-est, par Králíky à l'est et au sud, et par Sloupno au sud.

## Histoire
La première mention écrite de la localité date de 1360.

## Galerie

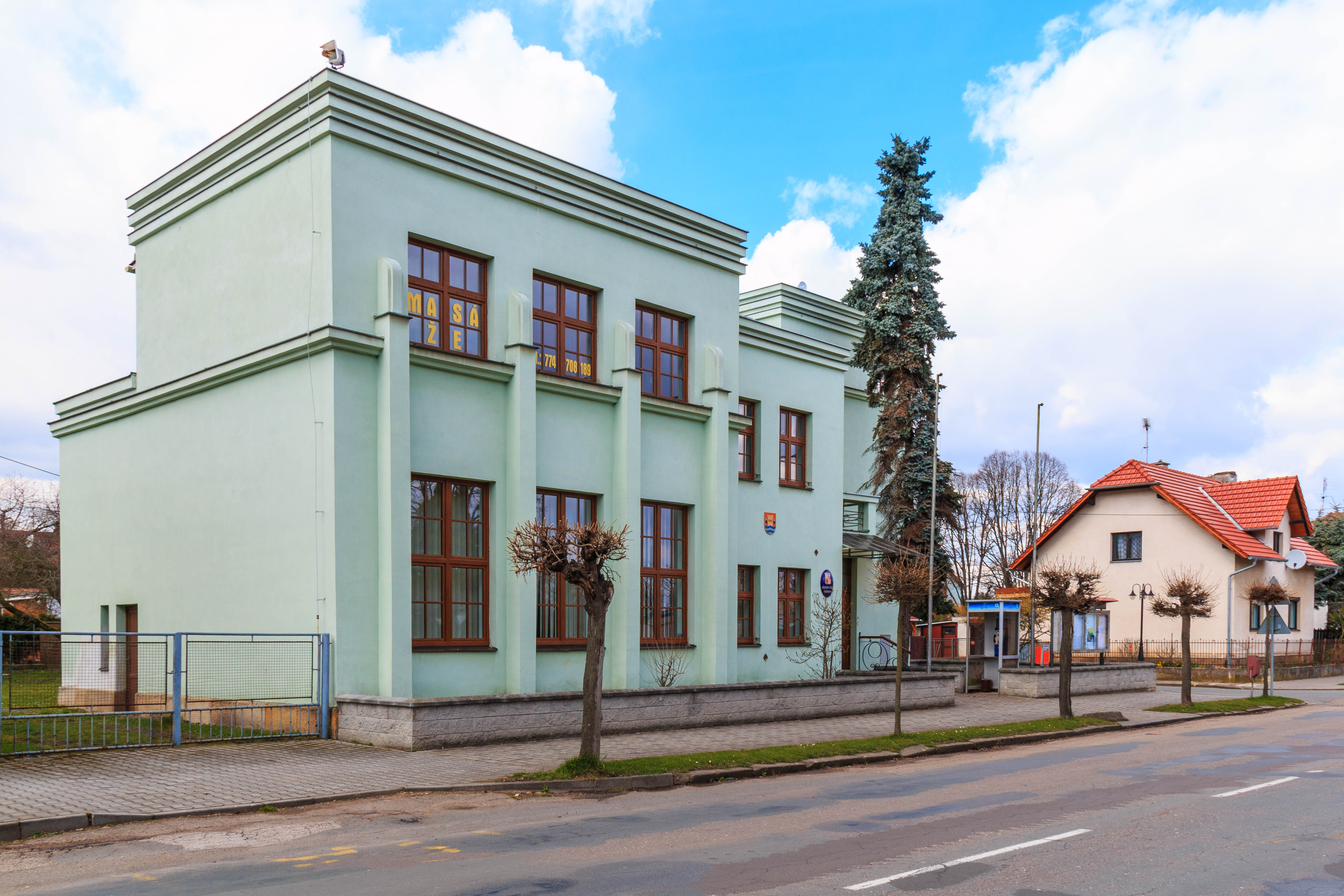
Skřivany : la mairie.
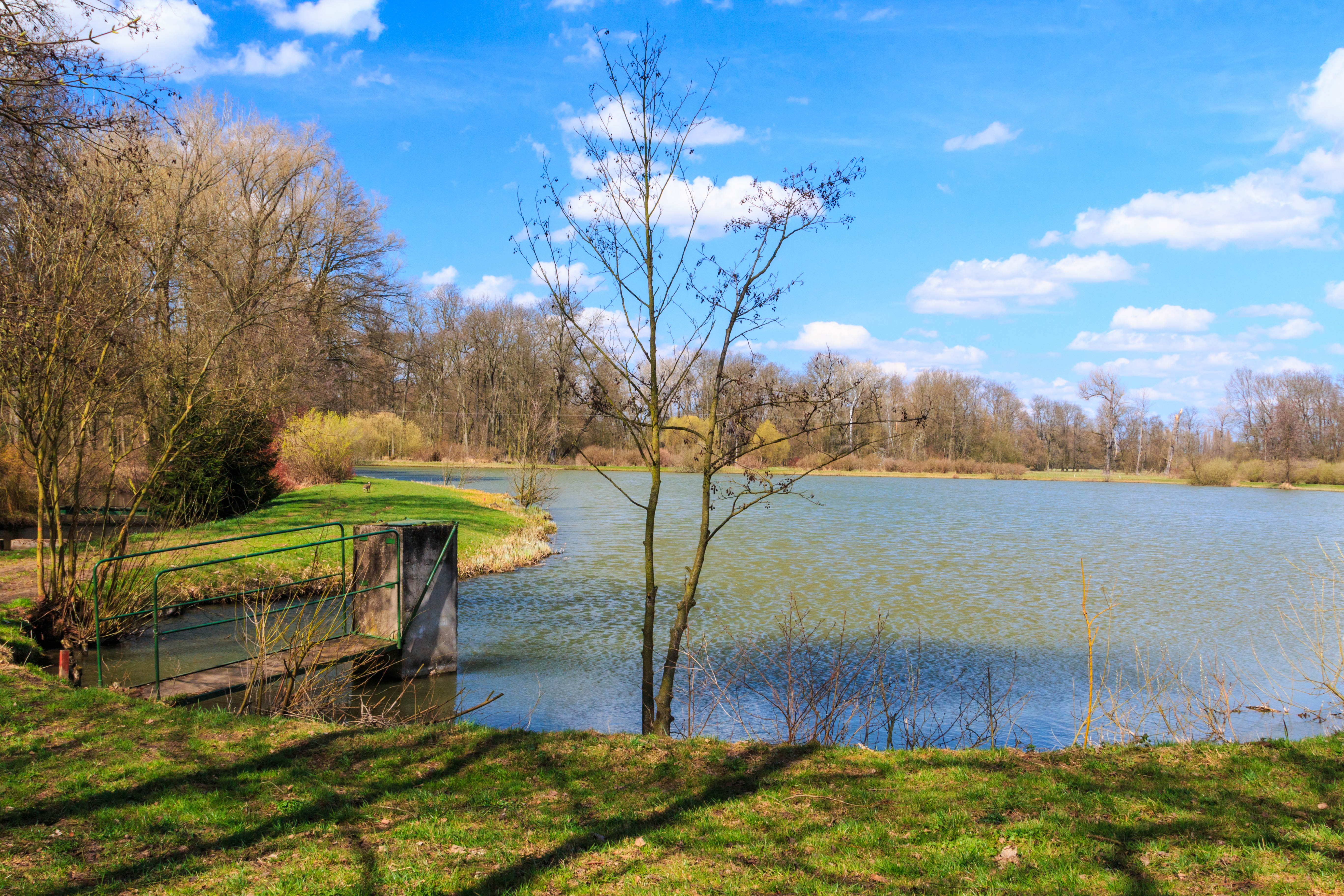
Étang de Skřivan.

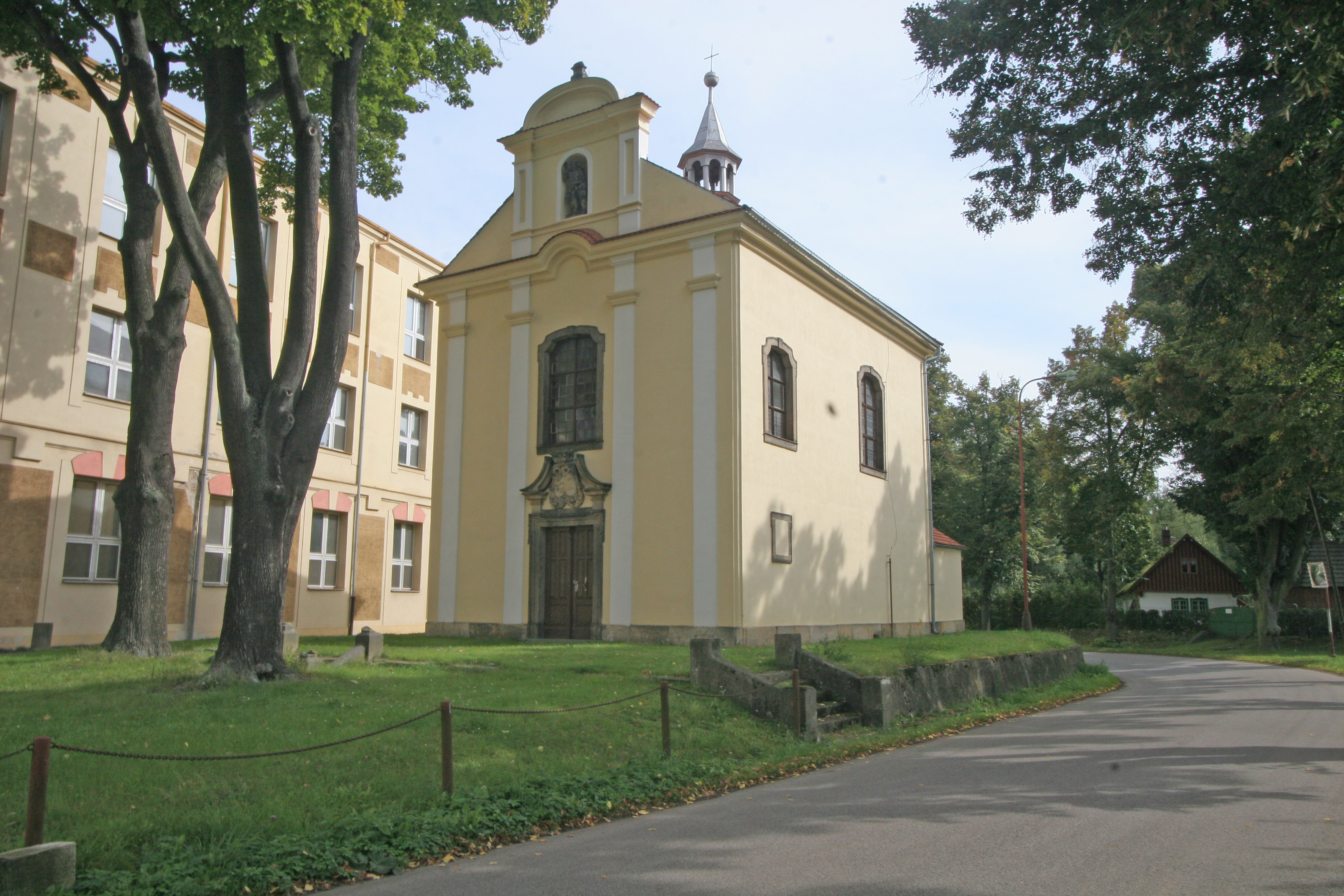
Église Sainte-Anne.
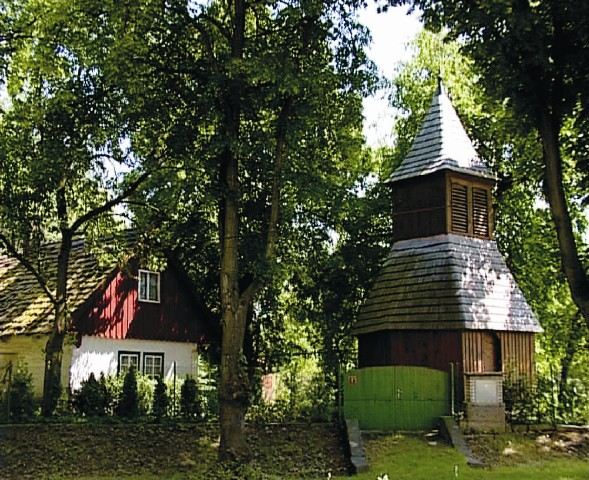
Clocher-tour en bois.

## Transports
Par la route, Skřivany se trouve à 3,3 km de Nový Bydžov, à 32 km de Hradec Králové et à 99 km de Prague. 